# Герб Харьковской области
Герб Харьковской области (укр. Герб Харківської області) — символ и официальная эмблема Харьковской области Украины, в которой отражаются история, особенности и традиции области. Утверждён решением VI сессии Харьковского областного совета XXIII-го созыва от 11 мая 1999 «Об утверждении символики Харьковской области».

## Описание
Герб области представляет собой щит с узкой золотой каймой. В зелёном поле щита перекрещенные кадуцей (золотой жезл с серебряными крыльями и змеями) и золотой рог изобилия в перевязь. Щит увенчан серебряным выходящим зубчатым колесом (шестернёй), проросшим по сторонам четырьмя золотыми злаковыми колосьями. Поверх шестерни серебряная раскрытая книга с символическим изображением атомного ядра с электронными орбитами. Вокруг щита золотые дубовые листья, увитые лазоревой лентой. Данный герб очень похож на герб Харьковской губернии, однако от имперской версии отличается отсутствием короны, которую заменили книгой, шестернёй и колосьями.
Отношение высоты к ширине — 8:7, закруглённые части герба представляют собой 1/4 круга с радиусом окружности, равным 1/8 высоты герба. Кадуцей и рог изобилия размещаются на диагоналях условного прямоугольника геральдического щита, перекрещиваясь в его центре. Эталонный образец герба находится в Харьковском областном совете.

## Использование
- Герб области помещён в центре флага области и является его основным элементом.
- Герб является официальным символом области и используется в различных её наградах - в частности, изображён на знаке почетного отличия Харьковского областного совета «Слобожанская слава».
- Герб Харьковской области используется как элемент защиты нового заграничного паспорта Украины образца 2010 года.

Герб в культуре
Герб Харьковской губернии Российской империи
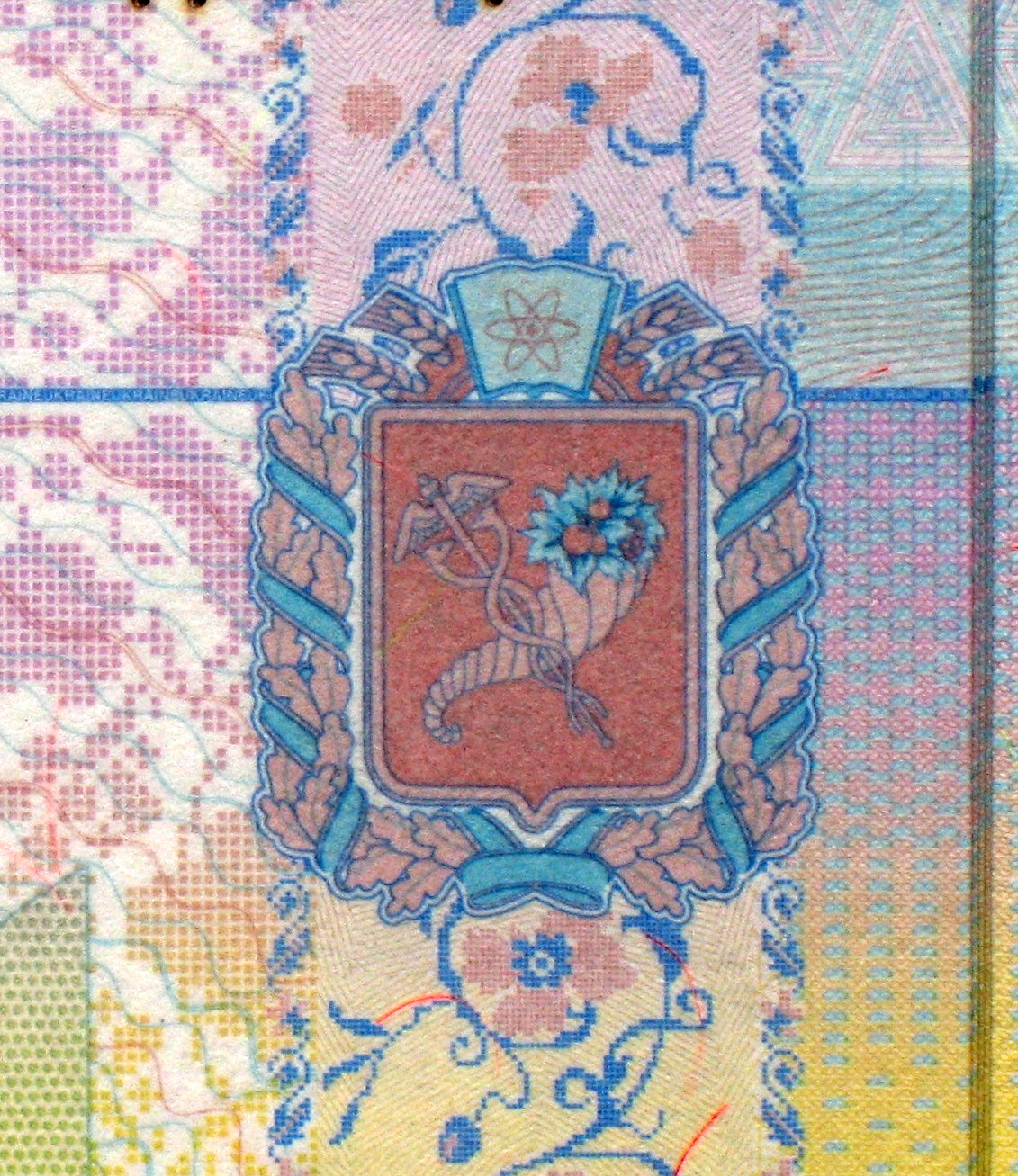
Герб как элемент защиты загранпаспорта Украины, 2010-е
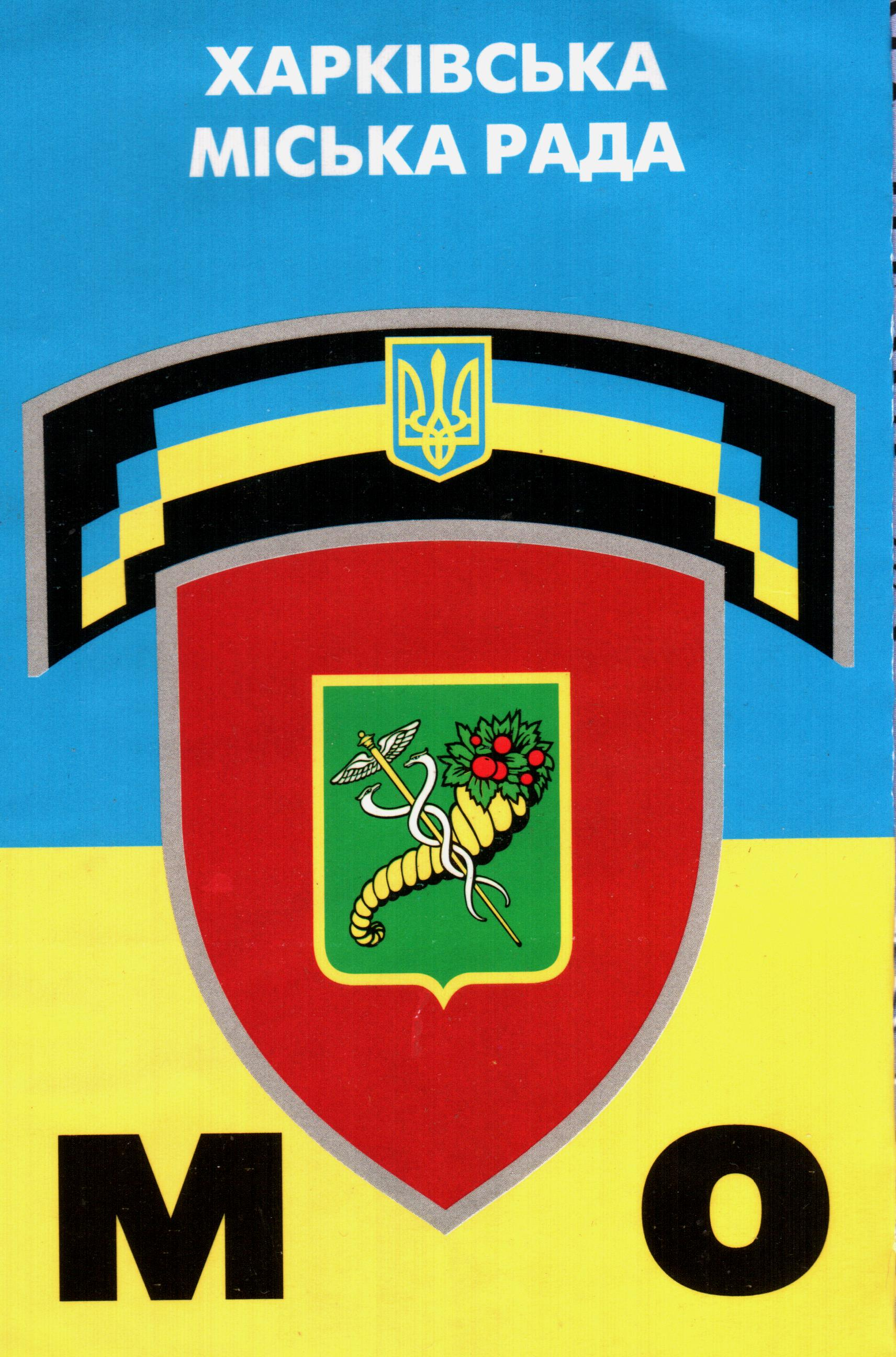
Эмблема Муниципальной охраны горсовета, 2010